# 羅姆福德
羅姆福德（英語：Romford）是位於英國倫敦東北部郊外的一個地區。距離倫敦市中心的查令十字有14.1英里（22.7）。歷史上屬於雅息士郡，1965年以來，羅姆福德被劃入大倫敦地區。現在羅姆福德是倫敦郊外最重要的一個衛星城之一。

## 外部連結
- Havering London Borough Council: A history of Romford
- Romford Now & Then